# 11298 Ґіде
11298 Ґіде (11298 Gide) — астероїд головного поясу, відкритий 2 вересня 1992 року.
Тіссеранів параметр щодо Юпітера — 3,288.